# Kecamatan Bakongan Timur
Kecamatan Bakongan Timur (indonesiska: Bakongan Timur) är ett distrikt i Indonesien.   Det ligger i provinsen Aceh, i den västra delen av landet, 1 400 km nordväst om huvudstaden Jakarta.